# 713
713 (DCCXIII) je bilo navadno leto, ki se je po julijanskem koledarju začelo na nedeljo.

## Dogodki
- Turki prisilijo arabsko vojsko, da je zapustila pokrajino ob Oksosu